# Maurice Seynaeve
Maurice Seynaeve (né à Heule près de Courtrai en Belgique le 31 janvier 1907 et mort à Buenos Aires en Argentine le 28 novembre 1998) est un coureur cycliste belge spécialiste du cyclo-cross professionnel de 1930 à 1940.
Ses principaux succès sont le championnat de Belgique de cyclo-cross, qu'il remporta cinq fois consécutivement de 1933 à 1937, et le critérium international de cyclo-cross, qui était le championnat du monde officieux de la spécialité, qu'il remporta deux fois, en 1934 et 1936.

## Palmarès
- 1928
  - Anvers-Menin
- 1930
  - 2e du championnat de Belgique de cyclo-cross
- 1933
  -  Champion de Belgique de cyclo-cross
- 1934
  - Critérium international de cyclo-cross
  -  Champion de Belgique de cyclo-cross
- 1935
  -  Champion de Belgique de cyclo-cross
- 1936
  - Critérium international de cyclo-cross
  -  Champion de Belgique de cyclo-cross
  - 2e de Anvers-Gand-Anvers
- 1937
  -  Champion de Belgique de cyclo-cross